# Eurythenes thurstoni
Eurythenes thurstoni es una especie de anfípodo del género Eurythenes. Se describió por primera vez en 2004 y recibió su nombre de Mike Thurston, un biólogo marino especializado en anfípodos de aguas profundas.
E. thurstoni se encuentra en el Océano Pacífico Sur occidental y el Atlántico Norte y Sur. Puede crecer hasta 46 mm de largo, lo que la convierte en la especie más pequeña de Eurythenes.